# 納傑日達 (薩拉塔區)
46°13′38″N 29°38′56″E / 46.22722°N 29.64889°E
納德日達（烏克蘭語：Надежда）是位於烏克蘭西南部的村莊，由敖德萨州裡比爾霍羅德-德涅斯特羅夫斯基區的普拉赫蒂伊夫卡市鎮負責管轄。該村始建於1940年，面積1.32平方公里，海拔高度26米，2001年人口607，人口密度每平方公里459.85人。